# Four Rooms
Four Rooms (bra: Grande Hotel; prt: Quatro Quartos) é um filme estadunidense de 1995, do gênero humor negro, dirigido por Quentin Tarantino, Allison Anders, Alexandre Rockwell, e Robert Rodriguez. É estrelado por Tim Roth, Antonio Banderas, Bruce Willis, Madonna, e Marisa Tomei. O filme é composto por quatro histórias distintas na véspera do ano novo em Los Angeles, sendo cada história dirigida por um diretor diferente.

## Sinopse
O filme se passa na véspera de Ano-Novo, e começa com Sam (Marc Lawrence), o antigo bellhop do Hotel Mon Signor, explicando para seu substituto, Ted (Tim Roth), sobre seu trabalho.
Os créditos iniciais do filme fazem uma homenagem ao desenho A Pantera Cor-de-Rosa.

### Suite da Lua-de-Mel - "The Missing Ingredient"
- Escrito e dirigido por Allison Anders

Ted leva as bagagens de uma série de mulheres exóticas até o quarto Honeymoon Suite (Suíte da Lua-de-Mel). Ele descobre que elas são na realidade um grupo de bruxas tentando criar uma poção a fim de reverter um feitiço lançado sobre sua deusa Diana (Amanda De Cadenet) há 40 anos. Para criar a poção, cada uma das bruxas deve colocar um ingrediente em um grande caldeirão. Entretanto, uma das bruxas (Ione Skye) acaba não levando um dos ingredientes - esperma - e informada que deve trazê-lo num período de uma hora. A bruxa então seduz Ted e faz sexo com ele dentro do caldeirão. Depois que ele sai da suíte, as bruxas conseguem completar seu ritual e trazer sua deusa de volta à vida, emergindo de dentro do caldeirão.
Esse quarto tem a participação de Madonna fazendo o papel da bruxa Elspeth.

#### Telefonema para Ted de convidados de uma festa
No final do primeiro segmento, um convidado de uma festa em um dos quartos do hotel (Lawrence Bender) liga para Ted na recepção pedindo gelo. O convidado não tem certeza de qual é o número de seu quarto, o que eventualmente leva Ted até o quarto 404.

### Quarto 404 - "The Wrong Man"
- Escrito e dirigido por Alexandre Rockwell

Ao chegar no quarto 404, Ted se encontra no meio de uma estranha fantasia sobre sequestro envolvendo um casal de marido e mulher. Siegfried (David Proval), o marido, acusa Ted (no qual ele chama de Theodore) de ter dormido com sua esposa, Angela (Jennifer Beals). Sobre a mira de uma arma, Ted é obrigado a participar da trama. Em uma parte da história, Ted fica preso na janela do banheiro gritando por socorro e vê, acima dele, o convidado da festa que o telefonou na janela acima, gritando "gelo" e vomitando. Eventualmente Ted consegue escapar do quarto.

### Quarto 309 - "The Misbehavers"
- Escrito e dirigido por Robert Rodriguez

O marido (Antonio Banderas) e sua esposa (Tamlyn Tomita) saem para um festa de ano novo e deixam seus filhos, Juancho and Sarah (Danny Verduzco e Lana McKissack), no quarto do hotel. Ted recebe $500 para cuidar das crianças. Como Ted é o responsável da noite por todo o hotel, ele não pode ficar no quarto junto das crianças e manda elas ficarem no quarto assistindo televisão. Após a saída de Ted do quarto, as crianças começam uma bagunça no quarto, no qual Ted tem que resolver antes de os pais chegarem.

### Cobertura - "The Man from Hollywood"
- Escrito e dirigido por Quentin Tarantino

A cobertura do hotel é ocupada pelo famoso diretor Chester Rush (Quentin Tarantino) e seus amigos, que incluem Angela do segmento The Wrong Man. Tarantino pede a Ted um bloco de madeira, um donut, uma bola de fios, três pregos, um sanduíche, um balde de gelo e um cutelo extremamente afiado. Depois de se socializar com Chester e seus amigos eles pedem a Ted para participar de uma aposta: Normam (Paul Calderón) apostou com Chester que ele consegue acender seu isqueiro Zippo dez vezes seguidas. Se ele conseguir Normam ira ganhar o carro de Chester, mas se ele falhar ele ira perder seu dedo mindinho. Ted entra na trama quando pedem a ele para ser o "carrasco", ou seja, aquele que ira cortar o mindinho de Normam caso ele perca a aposta. Ted tenta sair do quarto mas Chester o convence a ficar oferecendo a ele $100 para escuta-lo por um minuto e outros $1,000 para ele aceitar ser o carrasco da aposta.
Esse quarto também tem a participação de Bruce Willis, mas ele não aparece nos créditos.

## Elenco
- Tim Roth como Ted

### "The Missing Ingredient"
- Valeria Golino como Athena
- Madonna como Elspeth
- Alicia Witt como Kiva
- Sammi Davis como Jezebel
- Lili Taylor como Raven
- Ione Skye como Eva
- Amanda de Cadenet como Diana

### "The Wrong Man"
- David Proval como Siegfried
- Jennifer Beals como Angela

### "The Misbehavers"
- Antonio Banderas como Marido
- Tamlyn Tomita como Esposa
- Lana McKissack como Sarah
- Danny Verduzco como Juancho
- Patricia Vonne como Cadaver
- Salma Hayek como mulher dançando na TV

### Casa de Betty
- Kathy Griffin como Betty
- Marisa Tomei como Margaret
- Julie McClean como Ruiva da Esquerda
- Laura Rush como Ruiva da Direita

### "The Man from Hollywood"
- Quentin Tarantino como Chester Rock
- Jennifer Beals como Angela
- Paul Calderón como Norman
- Bruce Willis como Leo (não creditado)